# Dragutin Domjanić
Dragutin Milivoj Domjanić (12. září 1875 Adamovec – 7. června 1933 Záhřeb) byl chorvatský právník, spisovatel a básník.

## Životopis
Dragutin Domjanić se narodil ve vesnici Krč (dnes Adamovec) nedaleko Sesvete do šlechtické rodiny Milivoje Domjaniće (1849–1880) a Zoricy roz. Gerechtshammer (1855) jako Karlo Milivoj Ivan Franjo Ladislav Domjanić.
Navštěvoval klasické gymnázium v Záhřebu, které absolvoval v roce 1893. Vystudoval právnickou fakultu Záhřebské univerzity (1898), kde v roce 1899 získal doktorát. Později působil jako soudce v Záhřebu. Byl členem Chorvatské akademie věd a umění, předsedou Matice Hrvatské (1921–1926) a předsedou jugoslávského PEN Klub.
Překládal Goetha, Heineho, Verlaina aj. V boji mezi „starými“ a „mladými“ v rámci chorvatské moderny stál na straně „mladých“. Domjanić psal ve svém rodném kajkavském dialektu. Jeho nejvýznamnějšími díly jsou básnická sbírka Kipci i popevke a básně Fala a Popevke sam slagal, z nichž poslední dvě zhudebnil Vlaho Paljetak. Několik Domjanićových básní zhudebnila také chorvatská skladatelka Ivana Langová.

## Dílo v češtině
- Čest – in: 1000 nejkrásnějších novel... č. 88, úvod Frantšiek Sekanina, přeložil F. V. Zíbr, s. 43–52. Praha: J. R. Vilímek, 1915